# Ryōhei Shirasaki
Ryōhei Shirasaki (白崎 凌兵?, Shirasaki Ryōhei; Chōfu, 18 maggio 1993) è un calciatore giapponese, centrocampista o attaccante del Machida Zelvia in prestito dallo Shimizu S-Pulse.

## Caratteristiche tecniche
Di piede destro, è un trequartista tatticamente molto duttile: infatti può ricoprire vari ruoli del centrocampo come quello di centrocampista centrale o di mediano. Nei suoi primi anni di carriera è stato impiegato in campo principalmente come esterno sinistro di centrocampo oppure come ala sinistra. Inoltre, è in grado di giocare anche come prima e seconda punta. Oltre ad essere versatile adattandosi in quasi ogni ruolo del centrocampo, Shirasaki è un calciatore che possiede una buona corsa individuale. Il suo idolo è Shinji Ono, calciatore con cui è stato in rosa allo Shimizu S-Pulse nel 2012, nel suo primo anno come calciatore professionista.

## Statistiche

### Presenze e reti nei club
Statistiche aggiornate all'8 dicembre 2024.
| Stagione               | Squadra                | Campionato             | Campionato | Campionato | Coppe nazionali | Coppe nazionali | Coppe nazionali | Coppe continentali | Coppe continentali | Coppe continentali | Altre coppe | Altre coppe | Altre coppe | Totale | Totale | Totale |
| Stagione               | Squadra                | Comp                   | Pres       | Reti       | Comp            | Pres            | Reti            | Comp               | Pres               | Reti               | Comp        | Pres        | Reti        | Pres   | Reti   |        |
| ---------------------- | ---------------------- | ---------------------- | ---------- | ---------- | --------------- | --------------- | --------------- | ------------------ | ------------------ | ------------------ | ----------- | ----------- | ----------- | ------ | ------ | ------ |
| 2012                   | Shimizu S-Pulse        | J1                     | 7          | 0          | CG+CdL          | 2+7             | 4+1             | -                  | -                  | -                  | -           | -           | -           | 16     | 5      |        |
| gen.-ago. 2013         | Shimizu S-Pulse        | J1                     | 1          | 0          | CdL             | 0               | 0               | -                  | -                  | -                  | -           | -           | -           | 1      | 0      |        |
| ago.-dic. 2013         | Kataller Toyama        | J2                     | 13         | 4          | CG              | 1               | 2               | -                  | -                  | -                  | -           | -           | -           | 14     | 6      |        |
| 2014                   | Kataller Toyama        | J2                     | 37         | 1          | CG              | 2               | 0               | -                  | -                  | -                  | -           | -           | -           | 39     | 1      |        |
| Totale Kataller Toyama | Totale Kataller Toyama | Totale Kataller Toyama | 50         | 5          |                 | 3               | 2               |                    | -                  | -                  |             | -           | -           | 53     | 7      |        |
| 2015                   | Shimizu S-Pulse        | J1                     | 20         | 2          | CG+CdL          | 0+2             | 0+1             | -                  | -                  | -                  | -           | -           | -           | 22     | 3      |        |
| 2016                   | Shimizu S-Pulse        | J2                     | 35         | 8          | CG              | 1               | 0               | -                  | -                  | -                  | -           | -           | -           | 36     | 8      |        |
| 2017                   | Shimizu S-Pulse        | J1                     | 24         | 3          | CG+CdL          | 0+2             | 0               | -                  | -                  | -                  | -           | -           | -           | 26     | 3      |        |
| 2018                   | Shimizu S-Pulse        | J1                     | 27         | 2          | CG+CdL          | 2+4             | 0               | -                  | -                  | -                  | -           | -           | -           | 33     | 2      |        |
| 2019                   | Kashima Antlers        | J1                     | 25         | 5          | CG+CdL          | 4+4             | 0+1             | AFC                | 5                  | 0                  | -           | -           | -           | 38     | 6      |        |
| 2020                   | Kashima Antlers        | J1                     | 9          | 2          | CdL             | 2               | 1               | ACL                | 1                  | 0                  | -           | -           | -           | 12     | 3      |        |
| gen.-ago. 2021         | Kashima Antlers        | J1                     | 17         | 2          | CG+CdL          | 1+5             | 0+2             | -                  | -                  | -                  | -           | -           | -           | 23     | 4      |        |
| Totale Kashima Antlers | Totale Kashima Antlers | Totale Kashima Antlers | 51         | 9          |                 | 16              | 4               |                    | 6                  | 0                  |             | -           | -           | 73     | 13     |        |
| ago.-dic. 2021         | Sagan Tosu             | J1                     | 12         | 1          | CG              | 0               | 0               | -                  | -                  | -                  | -           | -           | -           | 12     | 1      |        |
| 2022                   | Shimizu S-Pulse        | J1                     | 31         | 4          | CG+CdL          | 1+3             | 0               | -                  | -                  | -                  | -           | -           | -           | 35     | 4      |        |
| 2023                   | Shimizu S-Pulse        | J2                     | 35+2       | 3+0        | CG+CdL          | 0+2             | 0+1             | -                  | -                  | -                  | -           | -           | -           | 39     | 4      |        |
| gen.-lug. 2024         | Shimizu S-Pulse        | J2                     | 15         | 1          | CG+CdL          | 1+1             | 0               | -                  | -                  | -                  | -           | -           | -           | 17     | 1      |        |
| Totale Shimizu S-Pulse | Totale Shimizu S-Pulse | Totale Shimizu S-Pulse | 197        | 23         |                 | 28              | 7               |                    | -                  | -                  |             | -           | -           | 225    | 30     |        |
| ago.-dic. 2024         | Machida Zelvia         | J1                     | 14         | 1          | CdL             | 2               | 0               | -                  | -                  | -                  | -           | -           | -           | 16     | 1      |        |
| 2025                   | Machida Zelvia         | J1                     | 0          | 0          | CG+CdL          | 0               | 0               | ACL                | 0                  | 0                  | -           | -           | -           | 0      | 0      |        |
| Totale Machida Zelvia  | Totale Machida Zelvia  | Totale Machida Zelvia  | 14         | 1          |                 | 2               | 0               |                    | 0                  | 0                  |             | -           | -           | 16     | 1      |        |
| Totale carriera        | Totale carriera        | Totale carriera        | 324        | 39         |                 | 49              | 13              |                    | 6                  | 0                  |             | -           | -           | 379    | 52     |        |